# Управляемая ракета «воздух — воздух»

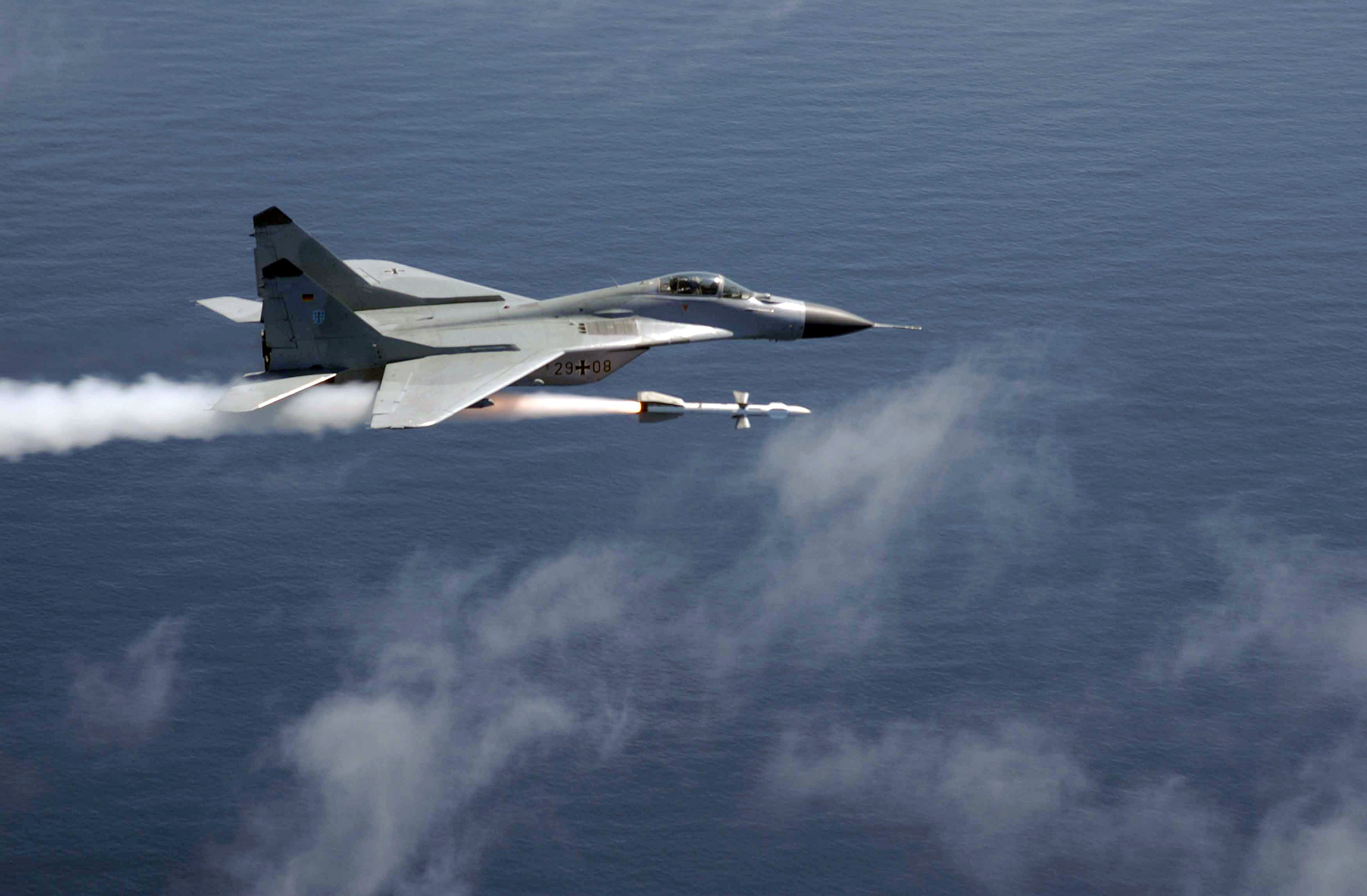
МиГ-29 запускает ракету Р-27

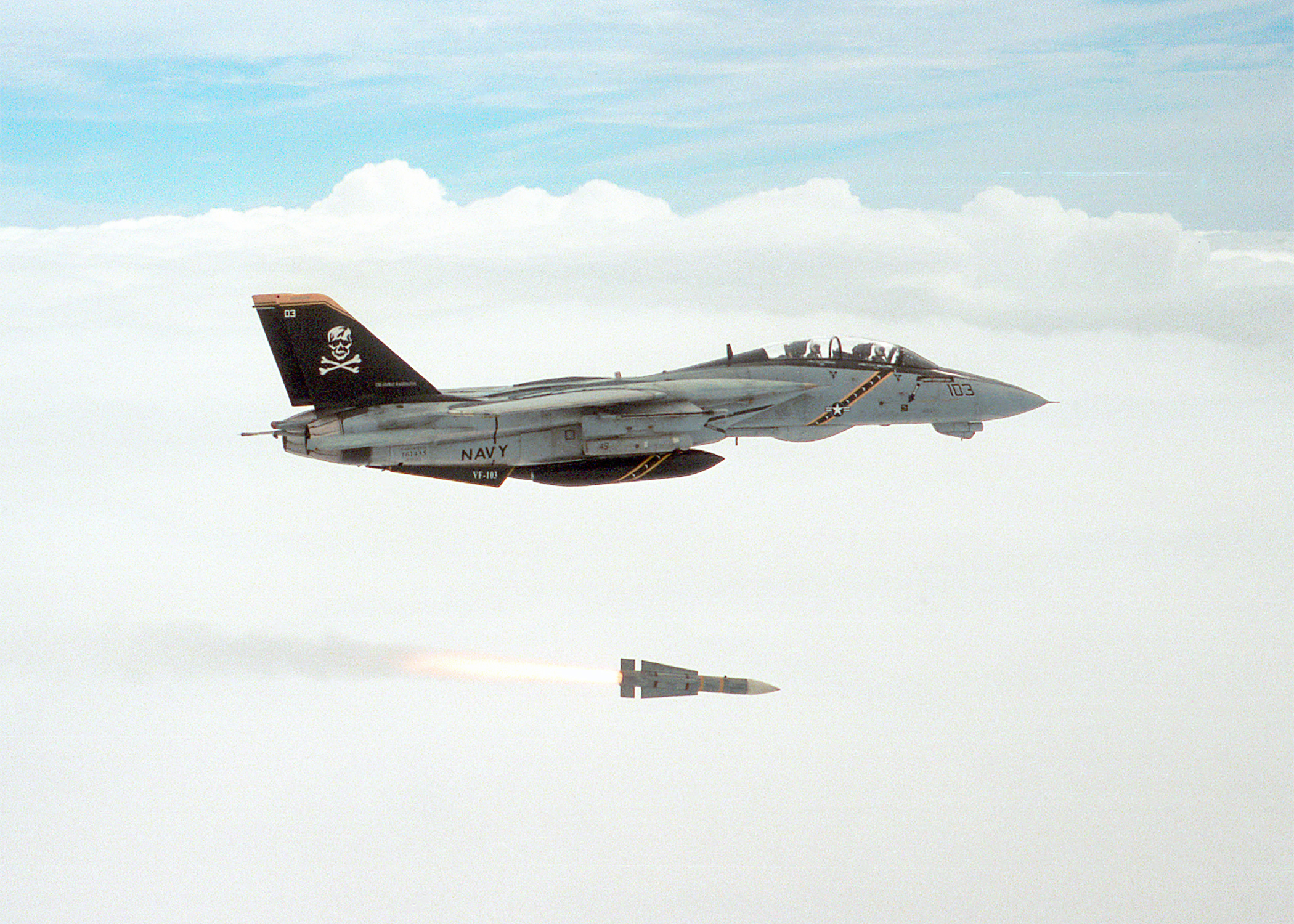
F-14 эскадрильи ВМС США VF-103 Jolly Rogers запускает ракету AIM-54 Phoenix

Управляемая ракета класса «воздух — воздух» (УР «В-В», также — УР ВВ, РВВ) — авиационная управляемая ракета, предназначенная для поражения летательных аппаратов. В англоязычной литературе обозначается как AAM (сокращение от англ. air-to-air missile). Первые управляемые ракеты данного класса появились в конце Второй мировой войны в Великобритании, Германии и США, хотя проекты оружия подобного рода разрабатывались ещё в 1930-х годах. Первая победа в воздушном бою с помощью управляемой ракеты «воздух — воздух» была одержана 24 сентября 1958 года. Ракеты «воздух — воздух» классифицируются по дальности и типу головки самонаведения.

## Историческая справка
Первый детально проработанный проект ракеты «воздух — воздух» был создан в Великобритании в 1943 году. «Артемида» имела полуактивное радиолокационное наведение с необычным коническим сканированием вращающейся головкой самонаведения. По экономическим причинам и ввиду очевидной деградации наступательных способностей Люфтваффе во второй половине войны проект не был реализован.

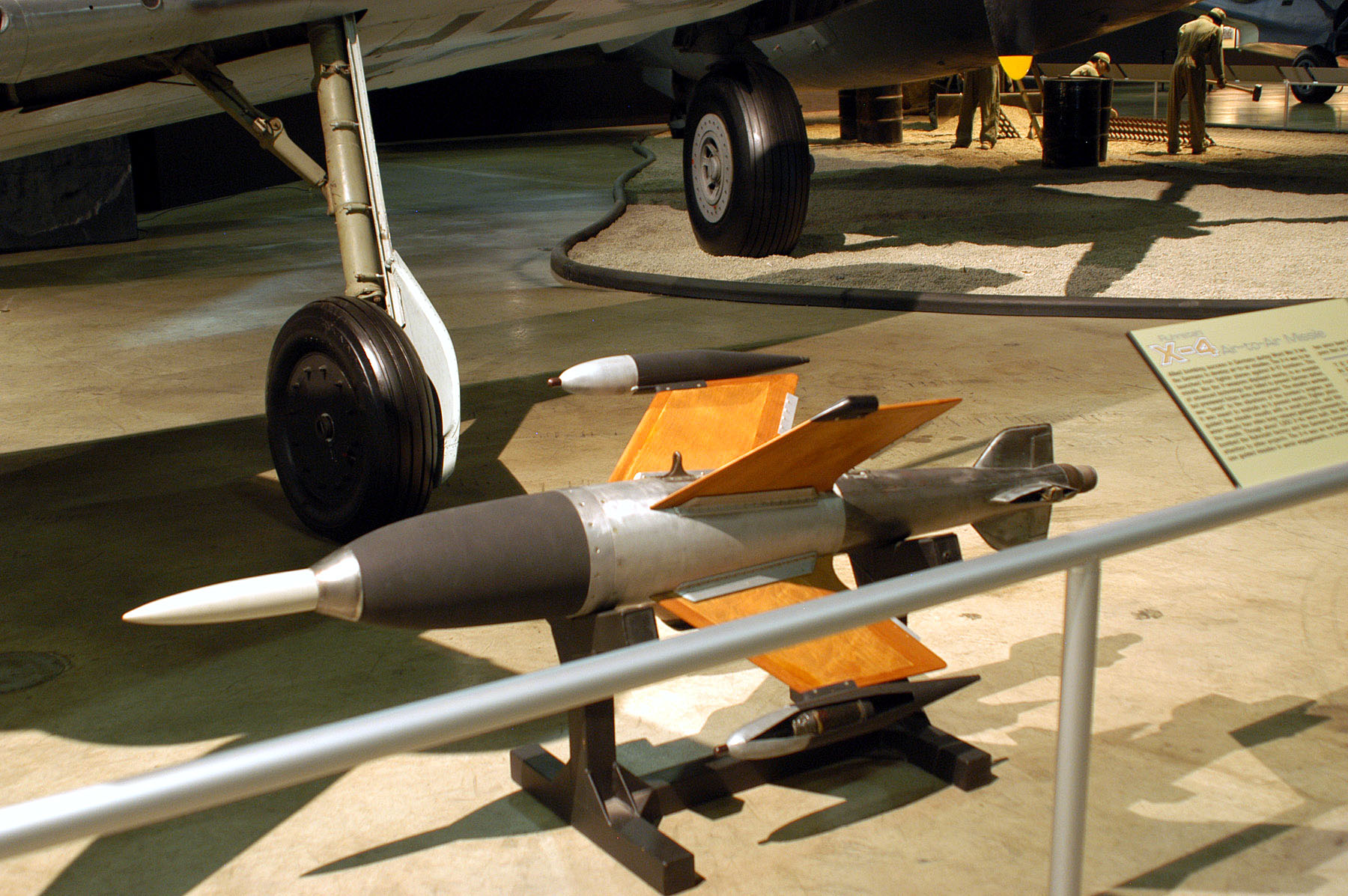
Первая ракета «воздух — воздух» Ruhrstahl X-4 с управлением по проводам

Интенсивные опыты по наведению авиационной ракеты на самолёт были предприняты в Германии во время Второй мировой войны. Во время массированных налётов союзников люфтваффе столкнулось с недостаточной эффективностью поражения тяжёлых бомбардировщиков применявшимся пушечным авиационным вооружением, в результате чего стали разрабатывать очередное «чудо-оружие», способное уничтожить бомбардировщик с безопасного для самолёта-истребителя расстояния. Вначале на самолётах ПВО Германии для ударов по плотным построениям бомбардировщиков союзников применялись неуправляемые реактивные снаряды (НУРС) R4M. Далее усилия немецких конструкторов привели к созданию опытных образцов специализированных ракет «воздух — воздух», таких как Ruhrstahl X-4.
США также занимались разработками УРВВ в годы Второй мировой, создав ракеты Hughes JB-3 Tiamat и Martin Gorgon как способ борьбы с германскими реактивными бомбардировщиками. Обе ракеты были сочтены морально устаревшими вскоре после войны и так и не были приняты на вооружение. Сразу же после войны (в 1946 году) ВВС США начали разработку новой ракеты, AAM-A-1 Firebird, но хотя ракета успешно прошла испытания в 1947—1949 годах, её характеристики были также сочтены недостаточными на фоне стремительно совершенствующейся реактивной авиации.
Сравнительные характеристики проектов УРВВ Второй мировой:
| Параметр              | Ruhrstahl X-4                                         | Artemis                                       | Hughes JB-3 Tiamat               | Martin Gorgon IIA                                            |
| --------------------- | ----------------------------------------------------- | --------------------------------------------- | -------------------------------- | ------------------------------------------------------------ |
| Страна:               | Нацистская Германия                                   | Великобритания                                | США                              | США                                                          |
| Снаряжённая масса:    | 60 кг                                                 | 37 кг                                         | 281 кг                           | 440 кг                                                       |
| Дальность:            | 3200 м                                                | 2800 м                                        | 10—15 км                         | 16—20 км                                                     |
| Наведение:            | Радиокомандное ручное, визуальное отслеживание ракеты | Автоматическое, полуактивное радиолокационное | Автоматическое, «осёдланный луч» | Радиокомандное ручное, телевизионное, через камеру на ракете |
| Статус на 09.05.1945: | В производстве                                        | Рабочие чертежи                               | Подготовка к испытаниям          | Испытания                                                    |

Послевоенные исследования привели к созданию ракеты «воздух — воздух» Fairey Fireflash, принятой на вооружение ВВС Великобритании в 1955 году. Однако, её использование оказалось малоэффективным. ВВС и ВМС США приняли на вооружение ракеты «воздух — воздух» в 1956 году. Первой ракетой ВВС США стала AIM-4 Falcon; ВМС США получили сразу две ракеты — AIM-7 Sparrow и AIM-9 Sidewinder, модификации которой стоят на вооружении до сих пор. Первую ракету «воздух — воздух» РС-1У (К-5/Р-5) ВВС СССР приняли на вооружение в 1956 году.
24 сентября 1958 года истребитель ВВС Тайваня F-86 атаковал МиГ-15 ВВС Китая ракетой AIM-9B Sidewinder и сбил его. Эта победа считается первой, одержанной с помощью ракеты «воздух — воздух». К середине 1950-х годов возобладало мнение, что будущий воздушный бой сведётся лишь к обмену ракетными ударами между самолётами противоборствующих сторон на дальностях, превышающих видимость цели, поэтому созданные в начале 1960-х годов истребители (такие, как F-4) получили на вооружение только ракеты. Однако успешное применение устаревших истребителей с пушечным вооружением против новейших самолётов во время войны во Вьетнаме заставили пересмотреть взгляды на воздушный бой и вернуть в состав вооружения истребителей пушку. Но ракета «воздух — воздух» так и осталась основным оружием воздушного боя.
Первые ракеты с инфракрасными ГСН могли захватить цель на автосопровождение только в задней полусфере, там, где тепловое излучение двигателей было наиболее сильным. Но уже в Фолклендской войне дозвуковые британские «Харриеры» при помощи всеракурсных ракет с инфракрасной ГСН AIM-9L, полученных из США перед началом конфликта, одержали ряд побед над сверхзвуковыми истребителями «Мираж» III и «Даггер» аргентинских ВВС. Современные ракеты «воздух — воздух» являются всеракурсными независимо от используемой ГСН.

## Дальность действия
По дальности действия ракеты «воздух — воздух» разделяют на:
- малой дальности (англ. short-range AAM, SRAAM) — Предназначены для поражения ЛА в пределах визуального обнаружения цели; как правило, оснащены инфракрасными системами наведения.
- средней дальности (англ. medium-range AAM, MRAAM) — Ракеты с дальностью до 100 км; как правило, имеют радиолокационную ГСН.
- большой дальности (англ. long-range AAM, LRAAM) — Дальность действия более 100 км; оснащены комбинированной системой наведения, состоящей из инерциально-корректируемой и активной или полуактивной ГСН для наведения на конечном участке.

В англоязычной литературе ракеты малой дальности также обозначают как dogfight (AAM) или within visual range (WVRAAM), ракеты средней и большой дальности — как beyond visual range, BVRAAM.
В качестве дальности действия ракеты обычно указывают дальность полёта ракеты в идеальных условиях, что в некоторой степени вводит в заблуждение. Эффективная дальность полёта ракеты зависит от многих факторов: высоты пуска и цели, скорости самолёта носителя и цели, ракурса пуска и относительного местоположения цели и самолёта-носителя. Например, российская ракета Р-77 имеет дальность действия 100 км, однако такая дальность достигается только при пуске по неманеврирующей, находящейся в передней полусфере цели на большой высоте. При пуске на низкой высоте эффективная дальность пуска ракеты может составить только 20—25 % от максимальной. Если цель активно маневрирует или ракета пущена в заднюю полусферу уходящей скоростной цели, то эффективная дальность пуска может уменьшиться ещё больше. Эта зависимость в полной мере присуща всем ракетам «воздух — воздух» (в англоязычной литературе эффективная дальность пуска, то есть дальность, при которой цель не сможет уклониться от выпущенной по ней ракеты, обозначается как no-escape zone).
Недостаточно подготовленные пилоты, как правило, пускают ракеты на максимальной дальности, естественно, с низким результатам. Во время эфиопо-эритрейской войны пилоты с обеих сторон выпустили массу ракет Р-27 (AA-10 Alamo) с большой дистанции с нулевым результатом. Однако, когда пилоты эфиопских истребителей Су-27 (после дополнительного инструктажа специалистов из бывшего СССР) начали сближаться с противником и атаковать эритрейские самолёты на малой дистанции с помощью ракет Р-73 (AA-11 Archer), они часто уничтожали цель.

## Конструкция

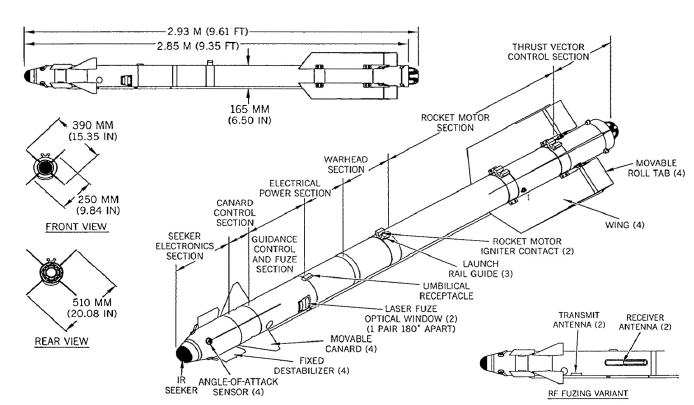
Р-73

Как правило, ракеты «воздух — воздух» имеют вытянутый цилиндрический корпус для снижения площади поперечного сечения ракеты, что уменьшает силу сопротивления воздуха при полёте на высоких скоростях.
В передней части ракеты расположена радиолокационная или инфракрасная головка самонаведения (ГСН). За ней расположено бортовое радиоэлектронное оборудование (БРЭО), которое управляет движением ракеты и наведением её на цель методом пропорциональной навигации. Сигналы управления ракетой формируются автопилотом на основании информации о движении цели от ГСН и информации от бортовых датчиков движения (датчики угловых скоростей и ускорений, линейных ускорений). Обычно за БРЭО находится боевая часть, состоящая из заряда взрывчатого вещества (ВВ) и одного или нескольких неконтактных взрывателей. Кроме того, в ракете монтируется контактный взрыватель для уничтожения ракеты в случае её падения на землю. Боевые части ракет бывают стержневыми и осколочно-фугасными. На ракетах используют радиолокационные (активные и пассивные), лазерные и инфракрасные неконтактные взрыватели.
В задней части ракеты «воздух — воздух» находится, как правило, одно- или двухрежимный твердотопливный ракетный двигатель. На некоторых ракетах дальнего действия нашли применение многорежимные жидкостные ракетные двигатели и ракетно-прямоточные двигатели, которые позволяют экономить топливо для заключительной высокоманёвренной фазы полёта. Некоторые современные ракеты для заключительной фазы полёта имеют второй твердотопливный ракетный двигатель. Например, разрабатываемая ракета MBDA Meteor для достижения высокой дальности полёта имеет двухдвигательную схему: для сближения с целью используется прямоточный реактивный двигатель, а на заключительном этапе — ракетный. Современные ракеты «воздух — воздух» используют бездымные ракетные двигатели, так как дымные «хвосты» первых ракет позволяли экипажу атакуемого самолёта издалека заметить запуск ракеты и уклониться от неё.
На корпусе ракеты, в зависимости от аэродинамической схемы, могут располагаться крылья. В качестве органов управления используются аэродинамические (с электрическим или гидравлическим приводом) или газовые рули. Аэродинамическими рулями могут быть собственно рули, поворотные крылья, элероны, роллероны или интерцепторы. Для повышения манёвренности ракет могут применять двигатели с отклоняемым вектором тяги. Источниками питания ракеты могут быть электрические или гидроаккумуляторы, газовые или пороховые аккумуляторы давления.

## Система наведения
Управляемые ракеты пеленгуют радиолокационное или инфракрасное (ИК) излучение цели и сближаются с ней до подрыва боевого заряда. Как правило, боевая часть подрывается неконтактным взрывателем на некотором расстоянии от цели. Цель поражается либо осколками оболочки боевого заряда, либо стержнями, которые способны перерубить летательный аппарат. Для случаев прямого попадания ракета имеет контактный взрыватель.
Несмотря на то, что ракета использует бортовую РЛС или инфракрасный датчик для пеленгации цели, для обнаружения цели обычно используется оборудование самолёта-истребителя, причём целеуказание может быть получено разными способами. Ракеты с ИК ГСН могут получить целеуказание (направление на цель) от бортовой РЛС истребителя, а ракеты с радиолокационной ГСН могут быть запущены по целям, обнаруженным визуально или с помощью оптико-электронных систем целеуказания. Однако, им потребуется подсветка цели бортовой РЛС во время всего перехвата или начальной стадии, в зависимости от типа радиолокационной ГСН.

### Радиокомандная (РК)

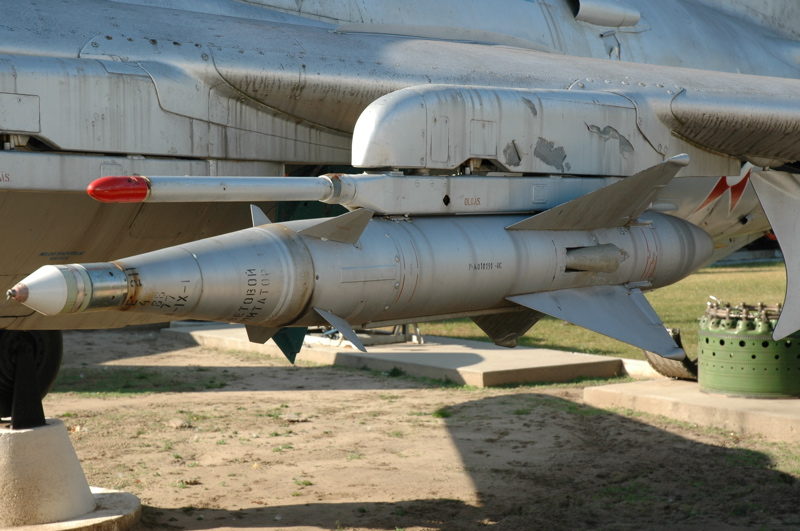
К-5М, подвешенная под крыло МиГ-21. (Военно-исторический музей, Кецел, Венгрия)

Первые ракеты «воздух — воздух» оснащались радиокомандной системой наведения. Пилот должен был управлять пущенной ракетой с помощью джойстика, установленного в кабине. Управляющие импульсы передавались на ракету сначала по проводам, затем — по радиоканалу. В хвостовой части ракеты с такой системой наведения обычно устанавливался трассёр. Ракеты с ручным управлением обладали крайне низкой вероятностью поражения цели.
В дальнейшем систему автоматизировали. Теперь истребитель формировал узкий радиолуч, направленный строго на цель. Ракета запускалась внутрь луча, где удерживалась автопилотом на основании сигналов от расположенных в задней части ракеты датчиков. До тех пор, пока истребитель удерживал луч на цели, ракета двигалась по направлению к ней. Относительно простая технически система оказалась очень сложной в эксплуатации, так как пилоту было очень сложно удерживать луч на цели, одновременно пилотируя самолёт и наблюдая за воздушным пространством, чтобы самому не стать объектом атаки. К тому же, истребителю не приходилось рассчитывать на прямолинейный, равномерный полёт цели во время наведения.
Радиокомандной системой наведения оснащены:
- Ruhrstahl X-4 (Германия, управление ручное, по проводам)[5]
- Henschel Hs.298 (Германия, управление ручное, по радиоканалу)[22]
- К-5 (СССР, управление автоматизированное, по радиолучу)[9]
- AA.20 (Франция, управление ручное, по радиоканалу)[23]

### Радиолокационная
Радиолокационная система наведения, как правило, используется в ракетах средней и большой дальности, так как на таких дистанциях инфракрасное излучение цели слишком мало́́ для уверенного сопровождения инфракрасной ГСН. Есть два типа радиолокационных головок самонаведения: активная и полуактивная.
Методы уклонения от ракет с радиолокационными ГСН включают активное маневрирование, отстрел дипольных отражателей и постановку помех системами РЭБ.

#### Активная радиолокационная (АРЛС)

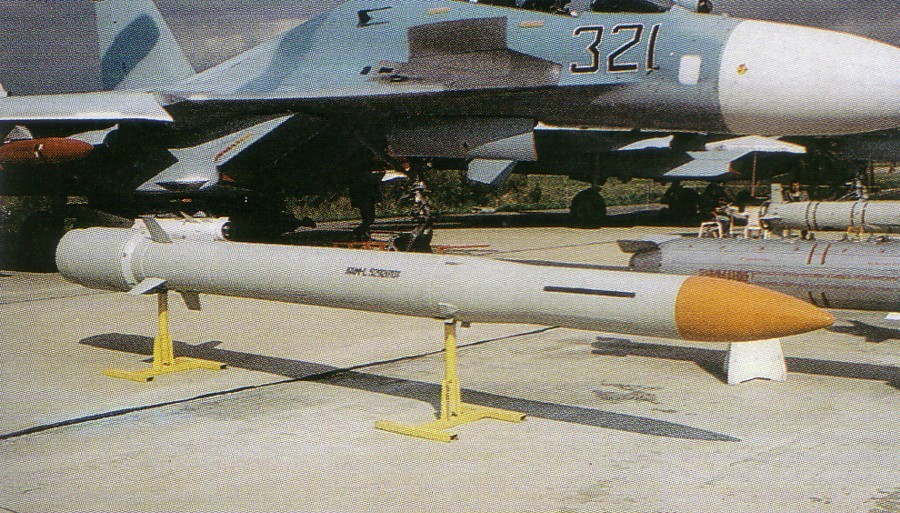
КС-172, разрабатываемая российская ракета с АРЛС ГСН

Ракета с активной радиолокационной ГСН для слежения за целью имеет свою собственную РЛС с излучателем и приёмным устройством. Тем не менее, дальность действия РЛС ракеты зависит от размера антенны, которая ограничена диаметром корпуса ракеты, поэтому ракеты с АРЛС ГСН используют дополнительные методы для сближения с целью на дистанцию действия бортовой РЛС. К ним относятся инерциально-корректируемый метод наведения и полуактивный радиолокационный.
Активной радиолокационной ГСН оснащены:
- Р-27АЭ (СССР)[25]
- Р-37 (Россия)[26]
- Р-77 (Россия)[27]
- AIM-54 Phoenix (США)[28]
- AIM-120 AMRAAM (США)[29]
- MICA EM (Франция)[30]
- Derby (Израиль)[31]

#### Полуактивная радиолокационная (ПРЛС)
Ракеты с полуактивной радиолокационной ГСН не имеют своего собственного излучателя. ПРЛС ГСН принимает отражённый от цели сигнал РЛС самолёта-носителя ракеты. Таким образом, для наведения ракеты с ПРЛС ГСН атакующий самолёт должен облучать цель до окончания перехвата, что ограничивает его манёвр. Ракеты с ПРЛС ГСН более чувствительны к помехам, чем ракеты с активной РЛС, так как радиолокационный сигнал при полуактивном наведении должен преодолеть большее расстояние.
Полуактивной радиолокационной ГСН оснащены:
- Skyflash (Великобритания)[32]
- Aspide (Италия)[33]
- Р-27 (СССР)[25]
- AIM-7 Sparrow (США)[34]
- Super R 530 (Франция)[35]

### Инфракрасная (ИК)
Инфракрасная головка самонаведения наводится на тепло, излучаемое целью. Ранние варианты ИК ГСН имели низкую чувствительность, поэтому могли наводиться только на сопло работающего двигателя. Для использования такой ракеты атакующий самолёт должен был при её запуске находиться в задней полусфере цели. Это ограничивало манёвр самолёта-носителя и диапазон применения ракеты. Низкая чувствительность ГСН также ограничивала и дистанцию пуска, так как тепловое излучение цели сильно уменьшалось с увеличением расстояния.
Современные ракеты с ИК ГСН являются всеракурсными, так как чувствительность инфракрасного датчика позволяет улавливать тепло, возникающее в процессе трения обшивки самолёта о воздушный поток. Вместе с повышенной манёвренностью ракет малой дальности это позволяет самолёту наносить удар по воздушной цели из любого положения, а не только из задней полусферы (однако, вероятность поражения цели ракетой, пущенной в заднюю полусферу, выше).
Основным средством противодействия ракетам с ИК ГСН являются отстреливаемые тепловые ловушки, тепловое излучение которых сильнее, чем излучение цели, поэтому ракеты теряют цель, наводясь на более яркий источник излучения. Также нашли применение различные постановщики помех в инфракрасном диапазоне и элементы конструкции, снижающие тепловое излучение двигателей. На большинстве военных вертолётов на выходных соплах двигателей установлены специальные «рассеиватели» теплового излучения, которые смешивают обегающий воздушный поток с выходным потоком двигателя, тем самым снижая его температуру. Для защиты от ракет с ИК ГСН разрабатываются различные лазерные системы, которые смогут лучом сбить систему наведения ракеты.
Тем не менее, наиболее совершенные ракеты с ИК ГСН, например, ASRAAM, имеют инфракрасную матрицу, формирующую инфракрасное изображение цели (как в тепловизоре), что позволяет ракете отличать летательный аппарат от точечных источников излучения тепловых ловушек. К тому же, современные ИК ГСН имеют широкий угол обзора, поэтому пилоту теперь необязательно направлять свой самолёт строго на цель для пуска ракеты. Лётчику-истребителю достаточно взглянуть на цель, чтобы используя нашлемную систему целеуказания атаковать её ракетами с ИК ГСН. На российских истребителях МиГ-29 и Су-27 в дополнение к РЛС используется оптико-электронная система целеуказания, которая позволяет определять дальность до цели и наводить ракеты, не демаскируя себя включённым радаром.
Для увеличения манёвренности современные ракеты малой дальности оснащаются двигателями с управляемым вектором тяги и газовыми рулями, которые позволяют ракете развернуться по направлению к цели сразу после пуска, до того, как она наберёт скорость, достаточную для эффективного управления аэродинамическими поверхностями.
Инфракрасной ГСН оснащены:
- AIM-132 ASRAAM (Великобритания)[40]
- IRIS-T (Германия)[41]
- Р-60 (Россия)[42]
- Р-73 (Россия)[43]
- AIM-9 Sidewinder (США)[8]
- Magic (Франция)[44]

### Оптико-электронная (ОЭ)
Последней появилась оптико-электронная система наведения. Ракета с ОЭ ГСН имеет оптико-электронную матрицу, работающую в видимом диапазоне. Система наведения такой ракеты может быть запрограммирована для поражения наиболее уязвимых элементов ЛА, например, кабины пилота. ОЭ ГСН не зависит от теплового излучения цели, поэтому может применяться по малозаметным в ИК диапазоне целям.
Оптико-электронной ГСН оснащены:
- Rafael Python 5 (Израиль)[45]
- AIM-9R Sidewinder (США)[8]

## Характеристики
Для сравнительной оценки эффективности ракет «воздух — воздух» применяют ряд следующих характеристик.
Эффективная дальность пуска по неманеврирующей цели
Дальность пуска по цели, которая не подозревает об атаке и не производит каких-либо манёвров уклонения, с высокой вероятностью её поражения. В англоязычной литературе называется Launch Success Zone.
Максимальная наклонная дальность
Максимальное прямое расстояние между самолётом-носителем и целью: чем оно больше у данной ракеты, тем больше вероятность поразить ею цель. В англоязычной литературе называется F-Pole.
Эффективная дальность пуска
Дальность пуска, при которой достигается высокая вероятность поражения активно уклоняющейся цели. Диапазон эффективных дальностей обычно имеет коническую форму, которая зависит от типа ракеты. Длина конуса зависит от скорости и дальности полёта ракеты, а также чувствительности ГСН. Диаметр воображаемого конуса определяется манёвренностью ракеты и угловыми скоростями поворота ГСН. В англоязычной литературе диапазон эффективных пусков называют No-Escape Zone.
Точность самонаведения
Вероятность попадания в круг заданного радиуса. Ракеты с радиолокационной ГСН имеют вероятность 0,8—0,9 попадания в круг радиусом 10 м. Ракеты с инфракрасной ГСН более точные и при той же вероятности попадают в круг радиусом 3—5 м. Ошибки самонаведения ракеты имеют случайный и динамический характер. Первые связаны с шумами сигнала (шумы электронной аппаратуры, помехи, угловые флуктуации сигнала), вторые возникают из-за противоракетного маневрирования цели и сбоев в аппаратуре наведения.

## Поколения ракет малой дальности

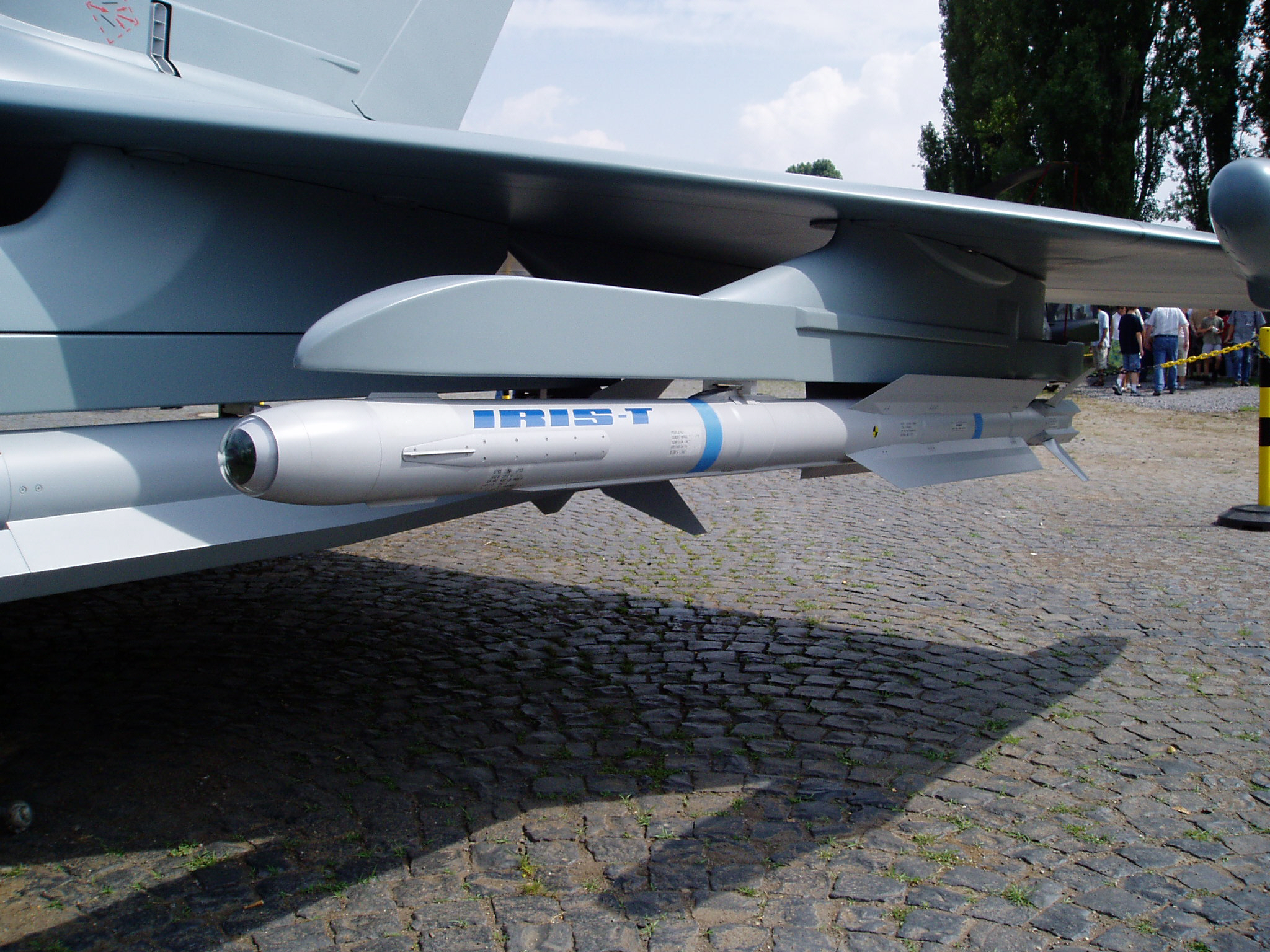
Ракета IRIS-T

Ракеты «воздух — воздух» малой дальности классифицируются на поколения в соответствии с используемыми при их создании технологиями.
Первое поколениеРанние ракеты малой дальности, такие как первые модификации AIM-9 и К-13 (AA-2 Atol), имели неподвижную инфракрасную ГСН с узким полем обзора в 30° и требовали при запуске занять позицию точно позади цели. Атакуемому самолёту достаточно было совершить незначительный манёвр, чтобы выйти из поля обзора ГСН ракеты, в результате чего ракета теряла цель.
 К ракетам первого поколения относятся:
- Firestreak — Великобритания
- К-13 — СССР
- AIM-9B Sidewinder — США[8]

Второе поколениеК нему относят ракеты с инфракрасной ГСН с увеличенным до 45° полем обзора.
Третье поколениеУвеличение чувствительности инфракрасных датчиков привело к появлению всеракурсных ракет «воздух — воздух» с инфракрасной ГСН. Несмотря на то, что угол обзора ГСН всё ещё был ограничен относительно узким конусом, всеракурсные ГСН позволили атакующему самолёту наводить ракеты с любого ракурса, а не только из задней полусферы.
 К ракетам третьего поколения относятся:
- AIM-9L Sidewinder — США[8]

Четвёртое поколениеСоветская ракета Р-73 (AA-11 Archer), принятая на вооружение в 1983 году, стала первой ракетой малой дальности четвёртого поколения благодаря инфракрасной ГСН с аналоговым устройством сканирования в фокальной плоскости (матрицей). ГСН такого типа имеет лучшую защиту от создаваемых тепловыми ловушками помех и угол обзора более 60°. Для наилучшего использования возможностей таких ракет, которые превысили возможности современных РЛС, на самолёты стали устанавливать нашлемные системы целеуказания. Наиболее совершенные ракеты четвёртого поколения имеют угол обзора ГСН 120° и двигатели с управляемым вектором тяги.
 К ракетам четвёртого поколения относятся:
- Р-73 — Россия
- Magic 2 — Франция

Пятое поколениеРакеты последнего поколения получили ГСН с цифровой инфракрасной матрицей, которая позволяют формировать цифровое инфракрасное изображение цели в системе управления ракеты. Как правило, такая ГСН комбинируется с электронной системой обработки данных, которая обеспечивает лучшую помехозащищённость ракеты, большую точность попадания и увеличенную чувствительность ГСН, что в свою очередь позволяет увеличить дальность захвата на автосопровождение и эффективность действия по малым БПЛА. 
 К ракетам пятого поколения относятся:
- AIM-132 ASRAAM — Великобритания (1998)
- IRIS-T — Германия (2005)
- Rafael Python 5 — Израиль
- Р-73М — Россия (1994)
- AIM-9R Sidewinder — США[8]
- AIM-9X Sidewinder — США (2003)[8]
- MICA IR — Франция
- A-Darter — ЮАР (в разработке)

## Противодействие
Для противодействия используются ложные цели, как тепловые (см. Тепловая ловушка), так и РЭБ (напр., американские AN/ALE-50).

## Список ракет «воздух — воздух» по странам
| Страна                         | Наименование                     | Тип ГСН        | Длина, мм | Диаметр, мм | Размах крыла, мм | Масса ракеты, кг | Масса боевой части, кг | Дальность пуска, км     | Скорость, М |
| ------------------------------ | -------------------------------- | -------------- | --------- | ----------- | ---------------- | ---------------- | ---------------------- | ----------------------- | ----------- |
| Бразилия                       | MAA-1 Piranha                    | ИК             | 2820      | 152         | 650              | 90               | 12                     | 5 (оперативная)         |             |
| Великобритания                 | Fireflash                        | РК             | 2830      | 140         | 740              | 150              |                        | 3,1 (оперативная)       | 2           |
| Великобритания                 | Firestreak                       | ИК             | 3190      | 223         | 750              | 136              | 22,7                   | 6,4 (оперативная)       | 3           |
| Великобритания                 | Red Top                          | ИК             | 3320      | 230         | 910              | 154              | 31                     | 12 (оперативная)        | 3,2         |
| Великобритания                 | Skyflash                         | ПРЛС           | 3680      | 203         | 1020             | 193              | 39,5                   | 45 (оперативная)        | 4           |
| Великобритания                 | AIM-132 ASRAAM                   | ИК             | 2900      | 166         | 450              | 88               | 10                     | 18 (оперативная)        | 3,5         |
| Европейский союз               | IRIS-T                           | ИК             | 2936      | 127         | 447              | 87,4             | 11,4                   | ~25 (оперативная)       | 3           |
| Европейский союз               | MBDA MICA                        | ИК, АРЛС       | 3100      | 160         | 560              | 112              | 12                     | 50 (оперативная)        | 4           |
| Европейский союз               | MBDA Meteor                      | АРЛС           | 3650      | 178         |                  | 185              |                        | >>100 (оперативная)     | 4+          |
| Израиль                        | Shafrir                          | ИК             | 2500      | 140         | 550              | 65               | 11                     | 5 (оперативная)         | 2,5         |
| Израиль                        | Shafrir 2                        | ИК             | 2500      | 150         | 550              | 93               | 11                     | 5 (оперативная)         | 2,5         |
| Израиль                        | Python 3                         | ИК             | 2950      | 150         | 800              | 120              | 11                     | 15 (оперативная)        | 3,5         |
| Израиль                        | Python 4                         | ИК             | 2950      | 150         | 500              | 120              | 11                     | 15 (оперативная)        | 3,5         |
| Израиль                        | Python 5                         | ОЭ             | 3096      | 160         | 640              | 103,6            | 11                     | 20+ (оперативная)       | 4           |
| Израиль                        | Derby (Alto)                     | АРЛС           | 3620      | 160         | 640              | 118              | 23                     | ~50 (оперативная)       | 4           |
| Индия                          | Astra                            | АРЛС           | 3570      | 178         | 254              | 154              | 15                     | 100 (максимальная)      | 4+          |
| Китай                          | PL-5                             | ИК             | 2893      |             | 657              | 83               | 60                     | 100(максимальная)       | 2,2         |
| Китай                          | PL-7                             | ИК             | 2740      | 165         | 660              | 89               | 12,5                   | 7 (максимальная)        | 2,5         |
| Китай                          | PL-9                             | ИК             | 2900      | 157         |                  | 115              | 11,8                   | 22 (максимальная)       | 3+          |
| Китай                          | PL-10                            | ПРЛС           | 3690      | 203         | 1000             | 220              | 33                     | 60 (максимальная)       | 4           |
| Китай                          | PL-11                            | ПРЛС           | 3690      | 210         | 1000             | 230              | 33                     | 50 (максимальная)       | 4           |
| Китай                          | PL-12                            | АРЛС           | 3850      | 203         | 674              | 180              |                        | 80+ (максимальная)      | 4           |
| Китай                          | TY-90                            | ИК             | 1900      | 90          | нет              | 20               | 3                      | 6 (максимальная)        | 2+          |
| Пакистан                       | H-2                              | ИК             |           |             |                  |                  |                        |                         |             |
| Пакистан                       | H-4                              | АРЛС           |           |             |                  |                  |                        |                         |             |
| /                              | К-5 / РС-2У AA-1 Alkali          | РК             | 2838      | 178         | 650              | 82               | 13                     | 6 (максимальная)        | 1,5         |
| /                              | Р-8 / К-8 AA-3 Anab              | ИК, ПРЛС       | 4000      | 275         | 1300             | 227              | 40                     | 23 (максимальная)       | 2           |
| /                              | К-13 / Р-3 / Р-13 AA-2 Atoll     | ИК, ПРЛС       | 2830      | 127         | 530              | 75               | 11                     | 15 (максимальная)       | 2,5         |
| /                              | К-80 / Р-4 AA-5 Ash              | ИК, ПРЛС       | 5200      | 315         | 1300             | 480              | 50                     | 30 (максимальная)       | 2           |
| /                              | Р-40 AA-6 Acrid                  | ИК, ПРЛС       | 5900      | 300         | 1250             | 800              | 70                     | 80 (максимальная)       | 2,3         |
| /                              | Р-23 AA-7 Apex                   | ИК, ПРЛС       | 4180      | 200         | 1050             | 217              | 25                     | 35 (максимальная)       | 3,5         |
| /                              | Р-24 AA-7 Apex                   | ИК, ПРЛС       | 4800      | 230         | 1000             | 248              | 35                     | 50 (максимальная)       | 3,5         |
| /                              | Р-27 AA-10 Alamo                 | ИК, ПРЛС, АРЛС | 4080      | 230         | 770              | 253              | 39                     | 130 (максимальная)      | 4,5         |
| /                              | Р-33 AA-9 Amos                   | ИУ+ПРЛС        | 4150      | 380         | 900              | 490              | 47                     | 228 (максимальная)      | 3,5         |
| /                              | Р-60 AA-8 Aphid                  | ИК             | 2100      | 120         | 390              | 43,5             | 3                      | 10 (максимальная)       | 2,7         |
| /                              | Р-73 AA-11 Archer                | ИК             | 2900      | 170         | 510              | 105              | 8                      | 30 (максимальная)       | 2,5         |
| Россия                         | Р-77 AA-12 Adder                 | ИУ+АРЛС        | 3600      | 200         | 350              | 175              | 30                     | 82 — 175 (максимальная) | 4           |
| Россия                         | Р-37 AA-X-13 Arrow               | ИУ+АРЛС        | 4200      | 380         | 700              | 600              | 60                     | 300 (максимальная)      | 6           |
| Россия                         | КС-172 / Р-172 AAM-L             | ИУ+АРЛС        | 7400      | 510         | 750              | 750              | 50                     | 400 (максимальная)      | 4           |
| Соединённые Штаты Америки      | AIM-4 Falcon                     | ПРЛС, ИК       | 1980      | 163         | 508              |                  | 3,4                    | 9,7 (оперативная)       | 3           |
| Соединённые Штаты Америки      | AIM-7 Sparrow                    | ПРЛС           | 3660      | 203         | 813              | 225              | 40                     | 32 — 50 (оперативная)   | 4           |
| Соединённые Штаты Америки      | AIM-9 Sidewinder                 | ИК             | 2850      | 127         | 630              | 91               | 9,4                    | 18 (оперативная)        | 2,5         |
| Соединённые Штаты Америки      | AIM-54 Phoenix                   | ПРЛС+АРЛС      | 3900      | 380         | 900              | 472              | 60                     | 184 (оперативная)       | 5           |
| Соединённые Штаты Америки      | AIM-120 AMRAAM                   | ИУ+АРЛС        | 3660      | 178         | 526              | 152              | 18 — 23                | 50 — 105 (оперативная)  | 4           |
| Китайская Республика (Тайвань) | Тяньцзянь-1 (Sky Sword I, TC-1)  | ИК             | 2870      | 127         | 640              | 90               |                        | 5                       |             |
| Китайская Республика (Тайвань) | Тяньцзянь-2 (Sky Sword II, TC-2) | ИУ+АРЛС        | 3600      | 203         | 750              | 190              | 30                     | 60                      |             |
| Франция                        | R550 Magic                       | ИК             | 2720      | 157         |                  | 89               | 13                     | 15 (оперативная)        | 3           |
| Франция                        | Magic Super 530                  | ПРЛС           | 3810      | 260         | 880              | 275              | 31                     | 37 (оперативная)        | 4,5         |
| Южно-Африканская Республика    | A-Darter                         | ИК             | 2980      | 166         | 488              | 89               |                        | 10 (оперативная)        |             |
| Южно-Африканская Республика    | R-Darter                         | ПРЛС           | 3620      | 160         |                  | 118              |                        | 60+ (оперативная)       |             |
| Япония                         | AAM-3 (Type 90)                  | ИК             | 3100      | 127         |                  | 91               |                        | 13 (оперативная)        |             |
| Япония                         | AAM-4 (Type 99)                  | РК+АРЛС        | 3667      | 203         | 800              | 222              |                        | 100 (оперативная)       | 4 — 5       |
| Япония                         | AAM-5 (Type 04)                  | ИК             | 2860      | 126         | 650              | 83,9             |                        | 35 (оперативная)        | 3           |

Список сокращений и условные обозначения
- «ИК» — инфракрасная головка самонаведения
- «ПРЛС» — полуактивная радиолокационная головка самонаведения
- «АРЛС» — активная радиолокационная головка самонаведения
- «РК» — радиокомандная система наведения
- «ИУ» — инерциально-корректируемая система наведения
- «ОЭ» — оптико-электронная головка самонаведения

## Использованная литература и источники
1. 1 2  Управляемая ракета малой дальности К-13, Р-13 (изделие 300). Авиационная энциклопедия «Уголок неба». Дата обращения: 28 января 2011. Архивировано 16 декабря 2009 года.
2. ↑  British secret projects: Hypersonic, Ramjets and Missiles. Chris Gibson & Tony Buttler, 2007
3. ↑  Ruhrstahl/Kramer X-4 (англ.). Дата обращения: 4 февраля 2011. Архивировано 30 января 2012 года.
4. ↑  Me-262А-1а Schwalbe Истребитель-перехватчик Messerschmitt. Дата обращения: 4 февраля 2011. Архивировано 6 февраля 2012 года.
5. 1 2  Управляемая ракета малой дальности X 4. Авиационная энциклопедия «Уголок неба». Дата обращения: 28 января 2011. Архивировано 12 октября 2011 года.
6. ↑  Управляемая ракета Fireflash. Авиационная энциклопедия «Уголок неба». Дата обращения: 28 января 2011. Архивировано 9 мая 2011 года.
7. ↑  Andreas Parsch. Raytheon AAM-N-2,3,6/AIM-101/AIM-7/RIM-7 Sparrow (англ.). www.designation-systems.net. Дата обращения: 12 февраля 2011. Архивировано 30 января 2012 года.
8. 1 2 3 4 5 6 7  Andreas Parsch. Raytheon (Philco/General Electric) AAM-N-7/GAR-8/AIM-9 Sidewinder (англ.). www.designation-systems.net. Дата обращения: 12 февраля 2011. Архивировано 30 января 2012 года.
9. 1 2  Широкорад А. Б. Энциклопедия отечественного РО. — С. 307.
10. ↑  Левин, 1994 год, стр. 8-9.
11. ↑  Развитие в США управляемых ракет класса «воздух — воздух» Архивная копия от 21 февраля 2014 на Wayback Machine журнал «Зарубежное военное обозрение» № 6 1975
12. ↑  AIM-9 Sidewinder. Авиационная энциклопедия «Уголок неба». Дата обращения: 6 февраля 2011. Архивировано 29 августа 2009 года.
13. ↑  Управляемая ракета малой дальности Р-3. Авиационная энциклопедия «Уголок неба». Дата обращения: 6 февраля 2011. Архивировано 12 октября 2011 года.
14. ↑  Фолкленды 1982 год. Данные по победам. Дата обращения: 25 ноября 2009. Архивировано 19 июня 2013 года.
15. ↑  Нестеров, 1999, стр. 7
16. ↑  Air-to-air missile non-comparison table (англ.). — Сравнительная таблица ракет «воздух — воздух». Дата обращения: 19 февраля 2011. Архивировано из оригинала 26 февраля 2011 года.
17. ↑  Эфиопо-эритрейская война (англ.). www.acig.org. Архивировано из оригинала 22 марта 2008 года.
18. ↑  Осколочные и осколочно-фугасные боевые части. Дата обращения: 17 августа 2009. Архивировано 1 августа 2009 года.
19. 1 2  Свищёв Г. П., 1999, стр. 469
20. ↑  Миропольский Ф. П., 1995, с. 177—178.
21. ↑  К-5, РС-1У (изделие ШМ). Авиационная энциклопедия «Уголок неба». Дата обращения: 19 февраля 2011. Архивировано 2 января 2021 года.
22. ↑  Управляемая ракета малой дальности Hs.298. Авиационная энциклопедия «Уголок неба». Дата обращения: 12 февраля 2011. Архивировано 10 июля 2011 года.
23. ↑  Управляемая ракета малой дальности AA.20. Авиационная энциклопедия «Уголок неба». Дата обращения: 12 февраля 2011. Архивировано 12 октября 2011 года.
24. ↑  Р-77 (РВВ-АЕ, AA-12 «Adder») УР «воздух — воздух» средней дальности. Дата обращения: 19 февраля 2011. Архивировано 16 февраля 2012 года.
25. 1 2  Семейство управляемых ракет средней дальности Р-27. Авиационная энциклопедия «Уголок неба». Дата обращения: 19 февраля 2011. Архивировано 3 ноября 2011 года.
26. ↑  Управляемая ракета большой дальности Р-37. Авиационная энциклопедия «Уголок неба». Дата обращения: 19 февраля 2011. Архивировано 11 июля 2001 года.
27. ↑  Широкорад А. Б. Энциклопедия отечественного РО. — С. 324-325.
28. ↑  Andreas Parsch. Raytheon (Hughes) AAM-N-11/AIM-54 Phoenix (англ.). www.designation-systems.ne. Дата обращения: 20 февраля 2011. Архивировано 30 января 2012 года.
29. ↑  Andreas Parsch. Raytheon (Hughes) AIM-120 AMRAAM (англ.). www.designation-systems.ne. Дата обращения: 20 февраля 2011. Архивировано 30 января 2012 года.
30. ↑  Легкая управляемая ракета средней дальности MICA. Авиационная энциклопедия «Уголок неба». Дата обращения: 19 февраля 2011. Архивировано 19 января 2011 года.
31. ↑  Авиационная ракета Derby. Дата обращения: 10 апреля 2011. Архивировано 30 января 2012 года.
32. ↑  Управляемая ракета средней дальности Skyflash. ИС «Ракетная техника». Дата обращения: 20 февраля 2011. Архивировано 30 января 2012 года.
33. ↑  Управляемая ракета средней дальности Aspide Mk.1. Авиационная энциклопедия «Уголок неба». Дата обращения: 20 февраля 2011. Архивировано 11 августа 2011 года.
34. ↑  Andreas Parsch. Raytheon AAM-N-2,3,6/AIM-101/AIM-7/RIM-7 Sparrow (англ.). www.designation-systems.ne. Дата обращения: 20 февраля 2011. Архивировано 30 января 2012 года.
35. ↑  Управляемая ракета средней дальности R 530. Авиационная энциклопедия «Уголок неба». Дата обращения: 20 февраля 2011. Архивировано 12 октября 2011 года.
36. ↑  Марковский, Перов, 2005.
37. ↑  MBDA ASRAAM (AIM-132) (англ.). Дата обращения: 22 ноября 2009. Архивировано из оригинала 2 мая 2011 года.
38. ↑  AIM-132 ASRAAM. «Уголок неба». Дата обращения: 22 ноября 2009. Архивировано 12 октября 2008 года.
39. ↑  Управляемая ракета малой дальности AIM-9X «Sidewinder». «Ракетная техника». Дата обращения: 22 ноября 2009. Архивировано 12 мая 2010 года.
40. ↑  Andreas Parsch. MBDA (BAe Dynamics/Matra) AIM-132 ASRAAM (англ.). www.designation-systems.ne. Дата обращения: 20 февраля 2011. Архивировано 30 января 2012 года.
41. ↑  Управляемая ракета малой дальности IRIS-T. Авиационная энциклопедия «Уголок неба». Дата обращения: 20 февраля 2011. Архивировано 11 января 2012 года.
42. ↑  Широкорад А. Б. Энциклопедия отечественного РО. — С. 314.
43. ↑  Широкорад А. Б. Энциклопедия отечественного РО. — С. 316-317.
44. ↑  Управляемая ракета малой дальности R 550. Авиационная энциклопедия «Уголок неба». Дата обращения: 20 февраля 2011. Архивировано 11 января 2012 года.
45. ↑  PYTHON 5. Full Sphere IR Air-to-Air Missile (англ.). — Брошюра фирмы разработчика. Дата обращения: 19 февраля 2011. Архивировано из оригинала 18 октября 2018 года.
46. ↑  Разрабатываемая ракета с АРЛС ГСН Derby. Дата обращения: 25 июля 2008. Архивировано из оригинала 18 июля 2006 года.
47. ↑  Управляемые ракеты воздушного боя. Часть 2. Сайт «Военный паритет». Дата обращения: 12 февраля 2011. Архивировано 16 октября 2009 года.